# Halmstad–Århus

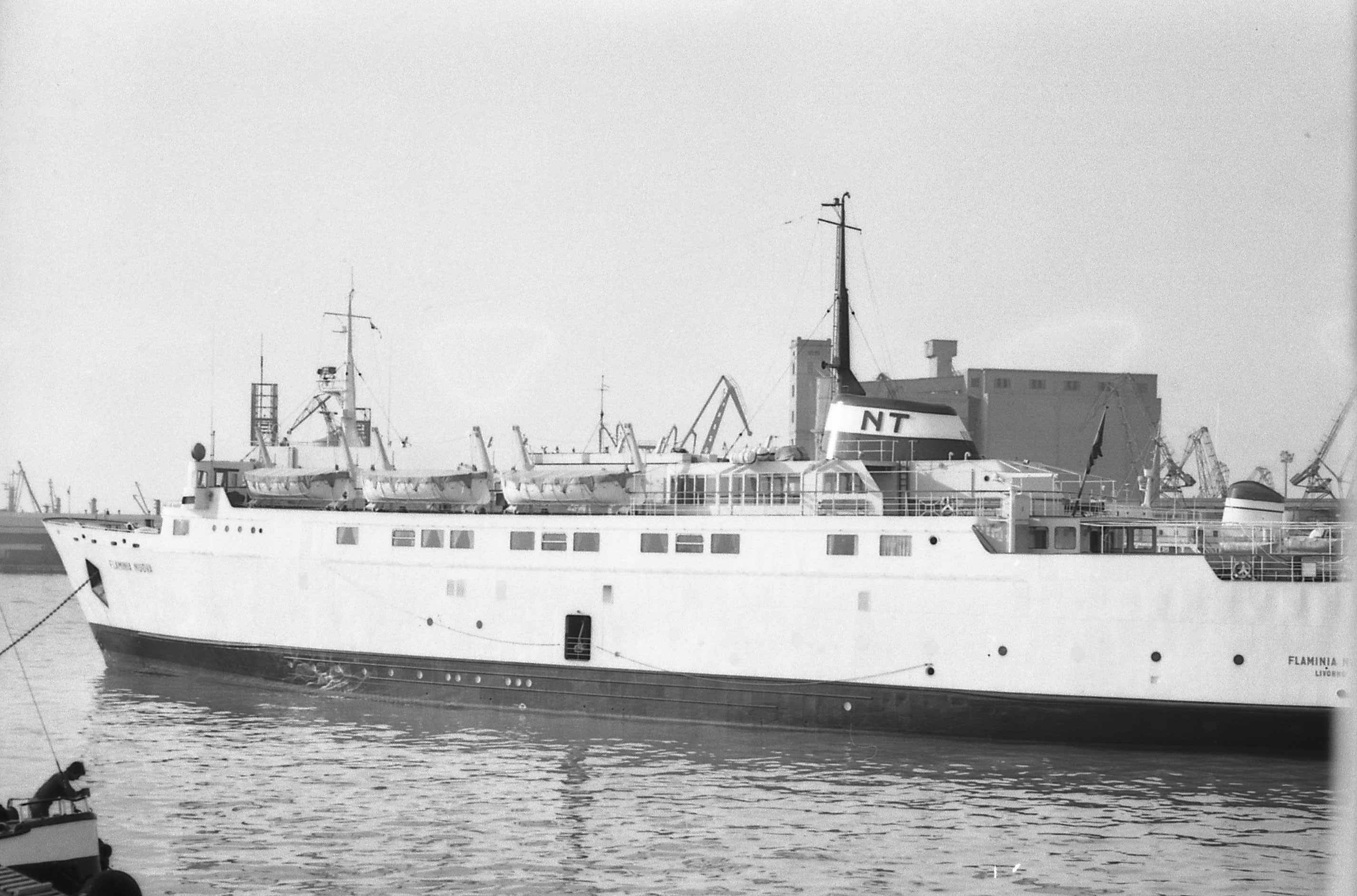
M/S Prins Bertil, här som M/S Flaminia Nuova, 1972

Färjelinjen Halmstad–Århus var en bilfärjelinje över Kattegatt mellan Halland och Jylland, som 1960–1965 trafikerades av Lion Ferry. Premiärturen gick i juni 1960 med M/S Prins Bertil. Detta fartyg ersattes 1964 av nya M/S Prins Bertil. Under 1960-talet bedrevs också färjetrafik mellan Halmstad och Jylland med färjelinjen Halmstad–Grenå 1966 (samt senare även 1988–1998).
Från 1998 fram till 2020 hade all färjetrafik mellan Halland och Jylland Varberg som hamn på svensk sida och Grenå som hamn på dansk sida. År 2020 lade Stena Line ned färjelinje Varberg–Grenå, mot bakgrund av att Varbergs kommun vill lägga ned färjehamnen och bygga bostäder där. Linjen ersattes av Färjelinjen Halmstad–Grenå.

## Färjelinjer från Halmstad[1]
- Halmstad–Århus 1960–1965, samt på försök 2000
- Halmstad–Helsingör 1961–1965
- Halmstad–Köpenhamn 1964–1966, samt på försök 2000
- Halmstad–Travemünde 1966
- Halmstad–Grenå, 1966, 1988–1998, samt från 2020